# 金斑片鱂脂鯉
金斑片鱂脂鯉，為輻鰭魚綱脂鯉目脂鯉亞目鱂脂鯉科的其一種，分布於南美洲厄瓜多安地斯山脈西部淡水流域，體長可達12.8公分，棲息底層水域，生活習性不明。